# Нурметов, Сатым
Нурметов Сатым (Нурметов Сатим Нурметович) 15.06.1925 — 4.08.1994 г., командир отделения 51-го отдельного сапёрного батальона, 13-го гвардейского стрелкового корпуса, 43-й армии, 3-го Белорусского фронта, гвардии сержант, Герой Советского Союза.

## Биография
Родился 15 июня 1924 года в городе Хива Хорезмской области Узбекской ССР, в семье рабочего. Узбек. Работал электромонтёром.
Сатым был старшим сыном Нурмата, мастера-штукатура из Хивы, провел свою юность в тяжелом труде. Сатым работал со своим отцом в разных городах и кишлаках, штукатурил, строил печи и возводил саманные стены.
Еще не достигнув 15-летнего возраста, Сатым в 1940 году поступил в школу сержантской подготовки близ города Ашхабад, набирался опыта на военном полигоне в районе Каракум-Небитдага, Туркменской ССР. Сражался с врагом в составе 51-го батальона 43-й армии 3-го Белорусского фронта. Кенигсберг не сдавался до апреля 1945 года. Сатыму Нурметову была поставлена почетная задача ночью форсировать ледяную воду реки и взорвать ДЗОТ противника. Эту задачу он выполнил с честью и был удостоен звания Героя Советского Союза. Сатыму Нурметову посчастливилось участвовать в Параде Победы, проходившем в Москве 24 июня 1945 года.

## Великая Отечественная война
Родился Сатым 15 июня 1925 года, с февраля 1943 года, когда ему еще не было 18-ти — на фронте. В наградных документах год рождения указан как 1924, но это скорее всего уловка, чтобы попасть на фронт поскорее, так делали многие советские люди.
В Красную Армию был призван в феврале 1943 года Хивинским райвоенкоматом. Воевал на Донском, 4-м Украинском, 1-м Прибалтийском и 3-м Белорусском фронтах. К весне 1944 года воевал в составе 51-го гвардейского отдельного сапёрного батальона 13-го гвардейского стрелкового корпуса, был сапером, командиром отделения. В составе этой части прошел до Победы.
В мае 1944 года получил первую боевую награду — медаль «За отвагу». В боях за Севастополь участвовал в наведении переправы через реку Бельбек, был ранен — но остался в строю. После окончания боев за Крым 13-й гвардейский стрелковый корпус был переведен на 1-м Прибалтийский фронт. В боях в Восточной Пруссии сапер Нурметов заслужил два боевых ордена — Славы 2-й и 3-й степеней.
Воевал на 3 Белорусском фронте, дослужился до командира отделения 51-го гвардейского отдельного саперного батальона 13-го гвардейского стрелкового корпуса 43-й армии.
В Красной Армии с 13 февраля 1943 года. С этого времени на фронте. Место призыва: Хивинский РВК, Узбекская ССР, Хорезмская обл., Хивинский р-н. Место службы: 51 осапб 13 гв. ск. Звание: сержант. Дата подвига: 07.04.1945. № записи: 150023813 (источник: podvignaroda.ru, pamyat-naroda.ru).
Командир отделения 51-го гвардейского отдельного сапёрного батальона (13-й гвардейский стрелковый корпус, 43-я армия, 3-й Белорусский фронт) кандидат в члены ВКП(б) гвардии сержант Сатым Нурметов в боях за город Кёнигсберг (ныне Калининград) 7 апреля 1945 года, действуя в составе штурмовой группы, с четырьмя сапёрами обошёл с тыла артиллерийские позиции противника и по сигналу командира устремился к вражеским орудиям.
В рукопашной схватке уничтожил офицера, командовавшего артиллеристами. Группа захватила в плен двадцать пять гитлеровцев, а остальные в панике бежали, бросив совершенно исправные орудия с большим количеством снарядов. Спустя некоторое время противник предпринял яростную контратаку, чтобы отбить оставленные орудия. Сапёры мужественно и стойко оборонялись. Когда кончились патроны, Нурметов приказал бойцам использовать орудия, брошенные немцами. В результате упорного сопротивления все контратаки фашистов были отбиты и огневые позиции удержаны до подхода наших подразделений.
Указом Президиума Верховного Совета СССР от 19 апреля 1945 года за образцовое выполнение боевых заданий командования на фронте борьбы с немецко-фашистским захватчиками и проявленные при этом мужество и героизм гвардии сержанту Нурметову Сатыму присвоено звание Героя Советского Союза с вручением ордена Ленина и медали «Золотая Звезда» (№ 7271).

## Послевоенные годы
После войны демобилизован, вернулся на родину в Узбекистан. В 1950 году окончил Высшую партийную школу. Жил и работал в городе Ургенч Хорезмской области.
О его семейной жизни, учебе, работе на различных ответственных должностях написано в книге «Кто не мечтает о героическом юноше?» (Ташкент, Издательство «Истиклол», 2008, стр. 496—497) содержит следующие строки: «Родители и родственники соседской девушки по имени Халидахон хотели, чтобы женихом был такой парень, как Сатым, и вскоре состоялась свадьба. По требованию времени, двух молодых людей отправили учиться. Сатым поступил в высшую партийную школу в Ташкенте, а Халидахон поступила на факультет языка и литературы Среднеазиатского государственного университета. Студенческие годы закончились. 1950 год стал для молодой семьи годом двойной радости. В том году родилась первенец дочь Дилором. Сатым Нурметов был назначен на должность председателя Хазараспского райисполкома, а Халидахон направлена на работу в школу имени А. С. Пушкина».
Далее Сатым Нурметов рекомендован на должность первого секретаря Китабского райкома партии Кашкадарьинской области. Молодой, старательный руководитель сделал здесь много хорошего. Он внес значительный вклад в развитие экономики, культуры и искусства Китабского района.
Их дети — Дилором, Гавхар, Сайёра и Рустам получили профессию матери и стали педагогами. Сын Кахрамон работал прокурором, сын Шухрат — сотрудником областного управления народного образования.
В 1960 году Сатым Нурметов был назначен руководителем Ургенчского маслозавода — первого завода промышленных предприятий Хорезма. За свою 20-летнюю карьеру на Ургенчском маслозаводе Сатым Нурметов создавал большие и маленькие инновации и был наставником сотен студентов. Из-за осложнений войны и трудовой нагрузки здоровье Сатыма Нурметова ухудшилось. Осколок снаряда, оставшийся в его теле после боя при освобождении Кенигсберга, помешал ему эффективно работать. После выхода на пенсию Сатым Нурметов встречался с молодежью и с работниками завода, где он работал, часто вел задушевные беседы.
Вскоре после смерти Сатыма Нурметова 4 августа 1994 года, его память была увековечена, в музее «Ичан-кала» в Хиве был создан специальный раздел, а в Ургенчском маслозаводе установлен памятник.

## Награды
- Медаль «Золотая Звезда» Героя Советского Союза (19.04.1945)[2][3].
- Орден Ленина (19.04.1945).
- Орден Отечественной войны I степени (06.04.1985)[4].
- Орден Славы 2-й степени (12.03.1945)[5].
- Орден Славы 3-й степени (28.01.1945)[6].
- Медаль «За отвагу» (17.05.1944)[7].